# Lampenberg

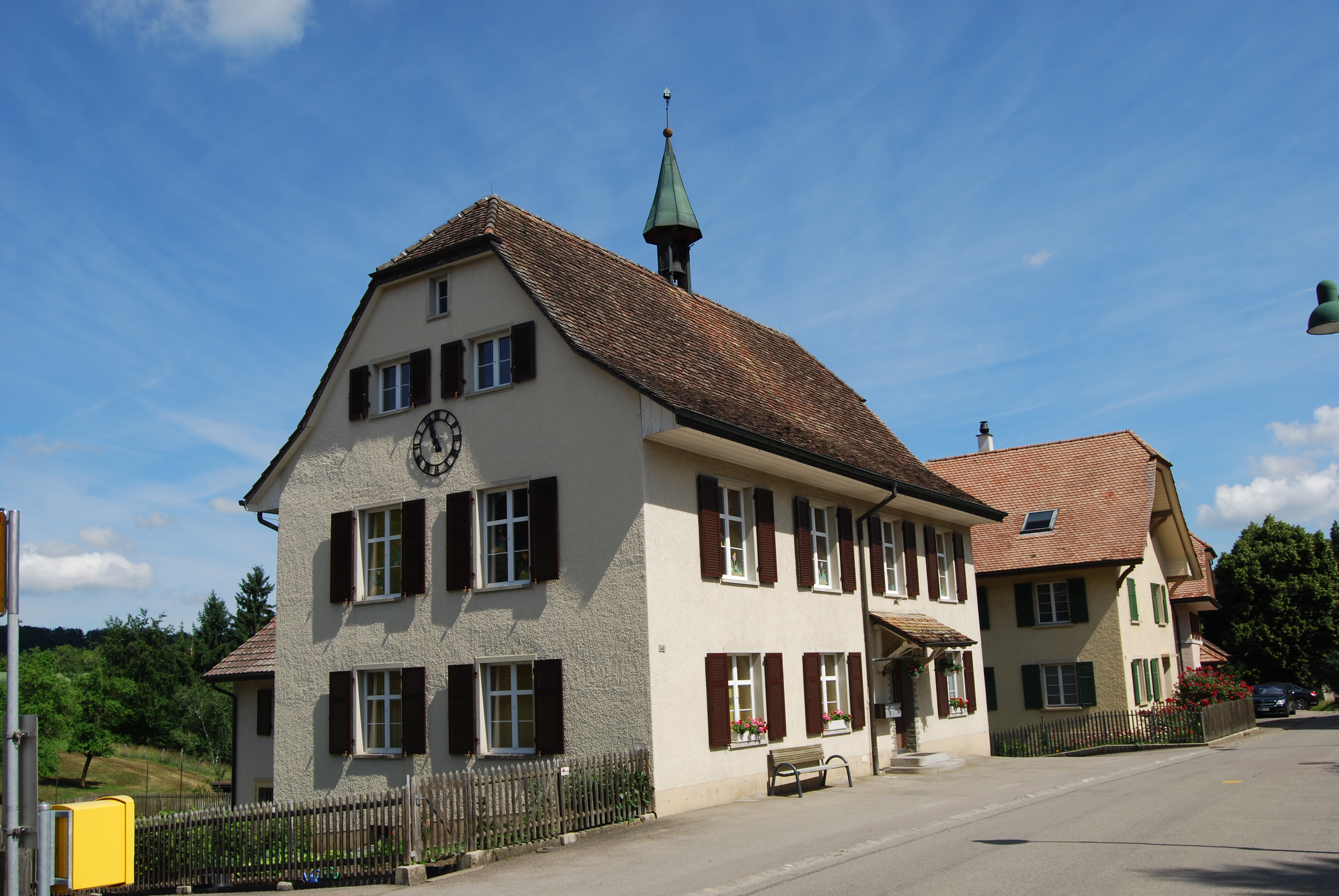
Lampenberg.

Lampenberg är en ort och kommun i distriktet Waldenburg i kantonen Basel-Landschaft, Schweiz. Kommunen har 572 invånare (2023).